# سلسلة جانبية

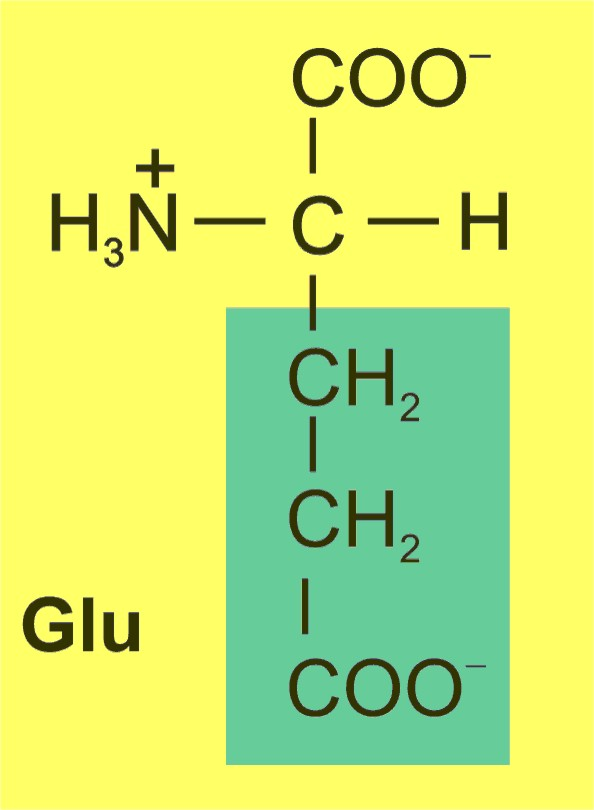

السلسلة الجانبية في الكيمياء العضوية والكيمياء الحيوية هي جزء من الجزيء مرتبطة لبناء أساسي. ويرمز عامة بالرمز (بالإنجليزية: R group)‏ للسلسلة الجانبية والتي يمكن أن تكون أي شيء، وعموما فإنها غالبا ما تكون ثابتة ومرتبطة تساهميا بالذرة المجاورة لها في البناء الأساسي. وتاريخيا فإن R وR-group, واللتان ترجعان للسلسلة الجانبية، قد تم استخلاصهما من الكلمة «جذر حر».

## أمثلة
- في الكيمياء الحيوية، تتكون السلاسل الجانبية للببتيد والبروتين من أحماض امينية مختلفة ممتدة من الهيكل الأساسي للببتيد.